# Astreopora moretonensis
Astreopora moretonensis е вид корал от семейство Acroporidae. Видът е уязвим и сериозно застрашен от изчезване.

## Разпространение и местообитание
Разпространен е в Австралия, Индия, Индонезия, Малайзия, Мианмар, Нова Каледония, Остров Норфолк, Палау, Папуа Нова Гвинея, Питкерн, Сингапур, Тайланд, Филипини и Френска Полинезия.
Среща се на дълбочина от 2 до 5 m, при температура на водата от 25,5 до 26,5 °C и соленост 35,1 – 35,2 ‰.

## Описание
Популацията на вида е намаляваща.